# Hypotrochoïde

en

Constructie van een ellips
en

De hypotrochoïde is een kromme in het platte vlak, een trochoïde,  die ontstaat door een kleine cirkel met straal {\displaystyle r} te laten wentelen in een grote cirkel met straal {\displaystyle R} en waarbij {\displaystyle d} de afstand is van het middelpunt van de kleine cirkel tot ieder punt op de kromme. Deze afstand {\displaystyle d} kan zowel kleiner als groter zijn dan {\displaystyle r}. Indien {\displaystyle d=r} is het geen trochoïde, maar een cycloïde, een hypocycloïde.
De kleine cirkel draait bij een epitrochoïde aan de buitenkant om de grote cirkel heen.
Een speciaal geval van de hypotrochoïde is de ellips, wanneer {\displaystyle R=2r} en {\displaystyle d<r}.

## Vergelijkingen
De hypotrochoïde kan, zoals alle krommen, worden beschreven door een vergelijking.

### Parametervergelijking
De parametervergelijking van de hypotrochoïde wordt gegeven door:
{\displaystyle x(\theta )=(R-r)\cos \theta +d\cos \left({R-r \over r}\theta \right)}
{\displaystyle y(\theta )=(R-r)\sin \theta -d\sin \left({R-r \over r}\theta \right)}

### Poolcoördinaten
De vergelijking in poolcoördinaten voor de hypotrochoïde luidt:
{\displaystyle r(\theta )^{2}=(R-r)^{2}+2d(R-r)\cos \left({R \over r}\theta \right)+d^{2}}

## Booglengte
De booglengte van een hypotrochoïde wordt gegeven door volgende betrekking:
{\displaystyle s(t)=\ 2\ |(R-r)(r-d)|\ E\left({\frac {Rt}{2r}},{\frac {2i{\sqrt {rd}}}{|r-d|}}\right)}
met {\displaystyle E(x,y)} de elliptische integraal van de tweede soort.

## Websites
- MathWorld. Hypotrochoid.